# Anisodes suspicaria
Anisodes suspicaria är en fjärilsart som beskrevs av Pieter Cornelius Tobias Snellen 1881. Anisodes suspicaria ingår i släktet Anisodes och familjen mätare. Inga underarter finns listade i Catalogue of Life.